# 天台山镇 (邯郸市)
天台山镇，是中华人民共和国河北省邯郸市肥乡区下辖的一个乡镇级行政单位。

## 行政区划
天台山镇下辖以下地区：
天台山村、北谢堡村、南谢堡村、大康堡村、郑堡村、肖庄村、西刘家寨村、东刘家寨村、任堡村、南王固村、北王固村、焦营村、宜官堡村、张达村、西马固村、东马固村、北杜齐村、南杜齐村、韩堡村、李堡村、吴堡村和支村。